# Ксавер Адльгох
Ксавер Адльгох (нім. Xaver Adlhoch; 17 червня 1893, Роттенбург — 26 червня 1968, Кобург) — німецький офіцер, генерал-майор вермахту.

## Біографія
24 липня 1912 року поступив на службу в Баварську армію. Учасник Першої світової війни. Після демобілізації армії залишений у рейхсвері. З 1 вересня 1939 року — командир 236-го піхотного полку. 10 жовтня 1942 року відправлений у резерв ОКГ. З 5 листопада 1942 року — комендант В'язьми, потім — Рудні, з 14 жовтня 1943 року — 550-го тилового району. 5 травня 1944 року знову відправлений у резерв ОКГ. 31 жовтня 1944 року звільнений у відставку. 1 квітня 1945 року взятий в полон, 1 листопада звільнений.

## Звання
- Фанен-юнкер (24 липня 1912)
- Фенріх (12 березня 1913)
- Лейтенант (1 серпня 1914)
- Оберлейтенант (14 грудня 1917)
- Гауптман (1 лютого 1925)
- Майор (1 квітня 1934)
- Оберстлейтенант (1 серпня 1936)
- Оберст (1 квітня 1939)
- Генерал-майор (1 листопада 1942)

## Нагороди
- Залізний хрест 2-го і 1-го класу
- Орден «За військові заслуги» (Баварія) 4-го класу з мечами і короною
- Нагрудний знак «За поранення» в чорному
- Почесний хрест ветерана війни з мечами
- Медаль «За вислугу років у Вермахті» 4-го, 3-го, 2-го і 1-го класу (25  років)
- Медаль «У пам'ять 13 березня 1938 року»
- Застібка до Залізного хреста 2-го і 1-го класу